# Gisela Habermalz
Gisela Habermalz (* 22. September 1916 in Sterkrade, jetzt Oberhausen; † 1. Juli 2012 in Nürnberg) war eine deutsche Malerin, Grafikerin und Bildrestauratorin.

## Leben
Gisela Habermalz wurde als Tochter des Reichsbankdirektors Hugo Habermalz geboren. 1936 bestand sie das Abitur am Freiherr vom Stein-Gymnasium in Münster. Ab 1937 studierte sie an der Akademie der bildenden Künste in München. 1940 war sie mit einer Serie „lebendiger Tierzeichnungen“ Gewinnerin des Akademiepreises (Jury Olaf Gulbransson und H. Kaspar). 1941 bis 1943 absolvierte sie zusätzlich ein Studium bei dem Konservator Wilhelm Hauf in München zum Erlernen der Maltechniken alter Meister und der Bildrestaurierung.
Seit 1946 wohnte sie als freischaffende Malerin und Gemälderestauratorin in Nürnberg und war Mitglied u. a. in der: Künstlergruppe „Die Hütte“ und „Künstler-Klause“, „Albrecht Dürer-Gesellschaft“, „International-Art-Guild“ (Monte Carlo), wo die Künstlerin 1975 bei der Ausstellung zum „Jahr der Frau“ ein Diplom gewann.
Gisela Habermalz unterhielt freundschaftliche Beziehungen in und außerhalb des mittelfränkischen Raumes; als Restauratorin arbeitete sie zusammen mit dem Maler und Museumsrestaurator August Mayr-Lenoir. Sie war u. a. befreundet mit den Malern Oskar Koller, Nürnberg und Paul Benedikt (1889–1952), Nürnberg. Sie war weiter dem Maler und Bildhauer Otto Pankok freundschaftlich verbundenen, der von 1947 bis 1958 Professor an der Staatlichen Kunstakademie in Düsseldorf war. Sie hatte ihn 1953 kennen gelernt, immer wieder besucht und einen lebhaften Briefaustausch unterhalten.

## Das frühe Lebenswerk in Nürnberg
Den Umfang ihrer Arbeiten in der Nürnberger Zeit umschrieb Gisela Habermalz 1975: „Malereien in Öl sowie Zeichnungen (Akt, Portrait, Landschaften, Tiere, Blumen, größere Kompositionen), Holz- und Linolschnitte in altmeisterlicher Handreibe- und Drucktechnik, Restaurierungen alter Gemälde.“
In den ersten Jahren der Nachkriegszeit in Nürnberg (von 1946 bis 1952) übte Paul Benedikt einen deutlichen Einfluss auf die Künstlerin aus. Bei gemeinsamen Exkursionen in Nürnberg und Umgebung entstanden Landschafts- und Ortsbilder in Öl von lebendiger Farbigkeit. Die Farben mischte sie schon damals ausschließlich selbst mit Leinöl und Pulver auf weißer Grundierung. Hervorzuheben sind vor allem die „Pegnitzbilder“ (P/Öl), Flusslandschaften im Tal der Pegnitz zwischen Nürnberg und Lauf (Nürnberg-Erlenstegen, Nürnberg-Ebensee, Unterbürg), Ölbilder in leuchtenden, nicht „beißenden“ Farben von Gärten, Bäumen, Flussverläufen zu verschiedenen Jahreszeiten.
Schon in diesen Bildern strebte die Malerin – wie auch später – mit eigenen Worten „nach kompositioneller Ausgewogenheit in leuchtend lebendiger Farbigkeit und großen Konturen – unbeirrt durch Zeitströmungen.“ (1975)
Diesem Grundprinzip ihrer Malerei entsprachen auch die Ölbilder, die bei zwei Urlaubsreisen 1951/52 im Weserbergland entstanden.
„Malen“ hieß für Gisela Habermalz immer auch
„Übersetzung“ oder etwas anders formuliert:
„Malen heißt: gestalten“.
Ihre große zeichnerische Begabung war dafür neben dem souveränen Umgang mit Farben ein starkes Potenzial ihres Schaffens. Mit wachsender Reife trat in ihren Bildern die starke „Handschrift“ hervor, welche ihren Arbeiten in den folgenden Jahren einen außerordentlichen Charakter verlieh.

## Die Malerin Gisela Habermalz und der „Süden“

### Auf den Spuren von Paul Cezanne
Eine wichtige Zäsur im Leben von Gisela Habermalz waren die Reisen nach Südfrankreich (Aix en Provence), die Otto Pankok anregte und ihr ermöglichte. Ihr Freund August Mayr-Lenoir verband mit der ersten Reise in den „Midi“ 1953 die Erwartung, dass ihr „Malerauge alle Schönheiten und Farbenzauber der Provence genießen und den Spuren der großen französischen Maler folgen konnte.“; „Dein begnadeter Pinsel“ so Mayr-Lenoir, „wird uns herrliches offenbaren: Licht, Farbe und Freude in unsere so farbarme Noris bringen.“
In der Tat entstanden im Herbst 1953 bei langen Tagesmärschen 27 stimmungsvolle Bilder (Öl/Lw./P./Holz), welche die Schönheit der Landschaft im Aix mit ihren Städtchen und Dörfern einfingen, u. a.: „Olivenfeld“, „Sonnenolive“, „Aix in der Sonne – abends“, „Aix Gelände trüb“, „Markt in Aix“, „Platanenallee“, „Gartenblick“, „Sonnengehöft“.
Die Malerin folgte dabei den Spuren von Paul Cezanne, der um 1900 „La Montagne Saint Victoire“ bei Aix en Provence zur Weltberühmtheit verholfen hatte. Neben der „Rue Cezanne“ in Aix umkreiste Gisela Habermalz den „St. Victoire“, der sie magisch anzog. So entstanden 1953: „St. Victoire rot“, „St. Victoire dunkel“, „St. Victoire breit“, „Victoire mit Cypressen“.
Die Provence ließ die Malerin in ihrer „Nürnberger Zeit“ nicht mehr los. Mit Unterstützung von Otto Pankok unternahm sie 1954 und 1955, dann wieder 1961 und 1962 vier weitere Reisen in die Provence. Dabei entstanden u. a.: 1954: „Victoire mit Cypresse“, „Victoire eckig“, „Victoire seitlich“, „Sonnige Gasse“, „Mistralacker“ (insgesamt 24 Ölbilder).
1955 entstanden insgesamt 10 Ölbilder, u. a.: „Gewitter Victoire“, „Aix früh“, „Abend über Aix“, „Atelier Cezanne“. Auf der Reise 1961 entstanden 14 Ölgemälde auf Leinwand, u. a.: „Berge im Gewitter“, „Riesengewitter Victoire“, „Abendvictoire“, „Weg Abendvictoire“, „Mistralcypressen“. 1962 entstanden insgesamt 20 Bilder in Öl, u. a.: „Pavillon Cezanne“, „Platanen mit Kind“, „Kleiner Aix Blick“, „Großer Aix Blick“, „Sturmolive“, „St. Victoire grau“.
In den folgenden Jahren unternahm die Malerin noch kurze Reisen nach Venedig (1967, 1968, 1970) und eine Reise nach Amsterdam (1964).

### Unterwegs in Nürnberg: Die Stadt in ihrer Landschaft
Im Zeitraum 1953/54 bis 1981 war die Malerin auch in ihrem Nürnberger Umfeld sehr produktiv. Es entstanden: Blumenbilder, Akte und Portraits in Öl, darüber hinaus Bilder mit städtebaulichem Blick auf Nürnberg und seine landschaftlichen Aspekte.
Die „Nürnberger Burg“ und Stadtmauer mit ihrem Türmen aus Sandstein erscheinen in diesen Bildern ungeachtet ihrer massiv-wuchtigen Substanz nicht als schwerfällige, düstere Bauwerke, sondern eher als kunstvoll-architektonisches Werk von Menschenhand, das vor dem Hintergrund stark farbig-leuchtender Wolkenbilder oder eingerahmt von farbenfrohen Bäumen und Sträuchern in Burgnähe ihre Schwerkraft verlieren und nach oben zu streben scheinen, z. B. die Bilder vom „Sinnwell-Turm“.
Bei den Bildern mit städtebaulichem Schwerpunkt fehlen auch nicht die Nürnberger Kirchen (St. Sebald, Liebfrauenkirche) und Bilder vom „Hauptmarkt“ mit Marktszenen, sowie Bilder in den Gassen und Straßen Nürnbergs.
Neben den bisher aufgezeigten Arbeiten entstanden in den Nürnberger Jahren zwischen 1970 und 1985 zahlreiche Zeichnungen, Portraits, Akte und Kompositionen.

## Ausstellungen
- Seit 1947 Teilnahme an Jahresausstellungen der Künstlerverbände in Nürnberg im Rahmen von Kollektivausstellungen (Universitas-Haus, Pilatus-Haus, Kunsthalle, Pellerschloss in Fischbach bei Nürnberg)
- Einzelausstellungen:
- 1982 im Theater Fürth,
- 1983 im Stadtmuseum Fembohaus, Nürnberg mit Zeichnungen und Linolschnitten,
- 1983/84 Ausstellungen beim Bezirk Mittelfranken.